# Winipot
Winipot är ett berg i Mikronesiens federerade stater. Det ligger i kommunen Tolensom och delstaten Chuuk, i den västra delen av landet, 700 km väster om huvudstaden Palikir. Toppen på Winipot är 446 meter över havet.